# Fredrik Spak
Henrik Fredrik Spak, född 21 maj 1876 i Stockholm, död 18 augusti 1926, var en svensk präst och skriftställare. 

## Biografi
Föräldrar var registratorn i Lotsstyrelsen Karl Henrik Spak och Laura Charlotte Christina Boman och han var brorson till Fredrik Adolf Spak. Spak avlade studentexamen 1894 och teoretisk teologisk examen vid Uppsala universitet 1897 samt praktisk teologisk examen 1898. Han blev domkyrkoadjunkt i Visby samma år, pastorsadjunkt i Gefle församling 1900 och tf. komminister i Tillinge församling, Uppsala län, 1904.
Spak var ursprungligen högkyrklig och djupt konservativ, men då han under sin första prästtjänst i Visby noterade de rikas överflöd och ovilja att bistå de fattiga inleddes en utveckling som efterhand gjorde honom till en kommunistisk och ateistisk agitator. Ett känt citat förklarar hans omsvängning: "Emedan jag försökte vara kristen, nödgades jag mot min vilja bli demokrat.".
Han var verksam som agitator i arbetar- och nykterhetsrörelsen från 1907, vilket ledde till att han hårt kritiserades av de besuttna bönderna och godsägarna i församlingen. Han anmäldes till domkapitlet för att han i kyrkorna "predikade socialism". De första anmälningarna föranledde ingen åtgärd från domkapitlet, fast när Spak öppet tog ställning för arbetarna i storstrejken 1909, uppmanades han av ärkebiskop Ekman att söka avsked från prästämbetet. Spak kände sig tvingad att hörsamma detta och domkapitlet biföll ansökan 1911.
Som komminister i Tillinge och Svinnegarns socknar såg Spak nöden och inte minst de usla bostadsförhållandena bland statarna. Han kartlade dessa i sina två böcker i Lantarbetarfrågan 1906-1907. Han bildade den första lantarbetarfackföreningen i Haga, Svinnegarn 1907 och 1908 bildade han i sin prästgård i Vela en socialdemokratisk ungdomsklubb: Åsunda SDUK. Den bedrev studiecirklar och aftonskola i prästgården. Spak blev medlem i Enköpings arbetarekommun den 19 mars 1908 och i april utsågs han till ombud på årets partikongress. Det var första gången arbetarekommunen utsåg ett kongressombud. Till kongressen skrev Spak två utförliga motioner i lantarbetarfrågan som arbetarekommunen antog som sina egna och de behandlades välvilligt av kongressen. Spak var ombud även på partikongressen 1911.
Från 1911 tillhörde Spak distriktsstyrelsen för Stockholms SSU-distrikt, som Enköpingsklubbarna då tillhörde. Spak var mycket aktiv i SSU i Enköping och i distriktet, där han livligt understödde den partikritiska falangen fram till den partikongress 1917, som ledde till partisprängning och bildandet av Socialdemokratiska vänsterpartiet, där Spak var medgrundare.
Spak ägde och brukade 3/8 mantal Enby i Simtuna socken 1912–1922, var ledamot av Sveriges kommunistiska ungdomsförbunds centralstyrelse 1917–1921, av dess distriktsstyrelse i Uppland 1917–1922, av Sveriges kommunistiska partis representantskap 1918–1923 och av dess jordkommitté från 1919. Han avsvor sig sin kristna tro 1923, men på grund av personliga motgångar utvecklade han en svartsyn, som ledde till konflikter med partiet. Han kritiserades hårt av Allan Wallenius för brist på tillförsikt inför den stundande världsrevolutionen. Spak utträdde på egen begäran ur kommunistpartiet i juni 1926 och avslutade kort därefter sitt liv med självmord.
Spak var medarbetare i ett flertal tidningar, särskilt Stormklockan och Folkets Dagblad Politiken, författade ett 30-tal arbeten i sociala och politiska frågor liksom flygblad och utförde ett flertal översättningar.